# مجموعة قوات سوفيتية
كانت مجموعات القوات السوفيتية وحدات إدارية كبيرة تابعة للجيش السوفيتي وتتمركز في البلدان الأعضاء في حلف وارسو. وكان يعادلها داخل الاتحاد السوفيتي المناطق العسكرية. وفي وقت الحرب، يمكن لمجموعة قوات أن تدعم واحدة أو أكثر من الجبهات التي ستتكون في ميدان المعركة.
مجموعات القوات السوفيتية:
- مجموعة القوات المركزية (تشيكوسلوفاكيا)
- مجموعة القوات السوفيتية في ألمانيا
- مجموعة القوات الشمالية (بولندا)
- مجموعة القوات الجنوبية (البلقان)